# Philipp Harnoncourt

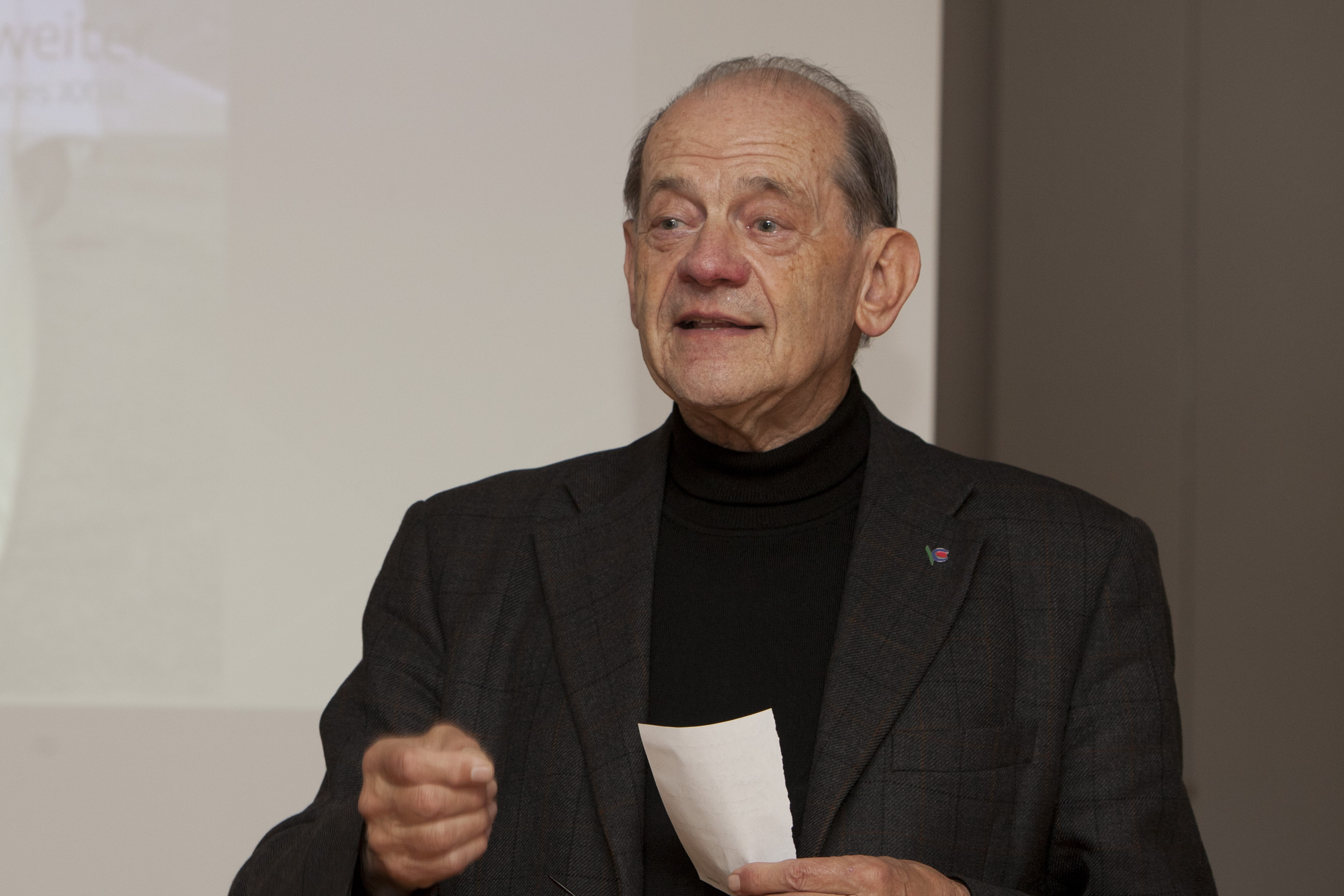
Philipp Harnoncourt während eines Vortrages, 2011

Philipp Harnoncourt, adelshistorisch auch Philipp Graf de la Fontaine und d’Harnoncourt-Unverzagt, (* 9. Februar 1931 in Berlin; † 25. Mai 2020 in Grundlsee) war ein österreichischer Theologe, römisch-katholischer Priester und Musiker.

## Familie

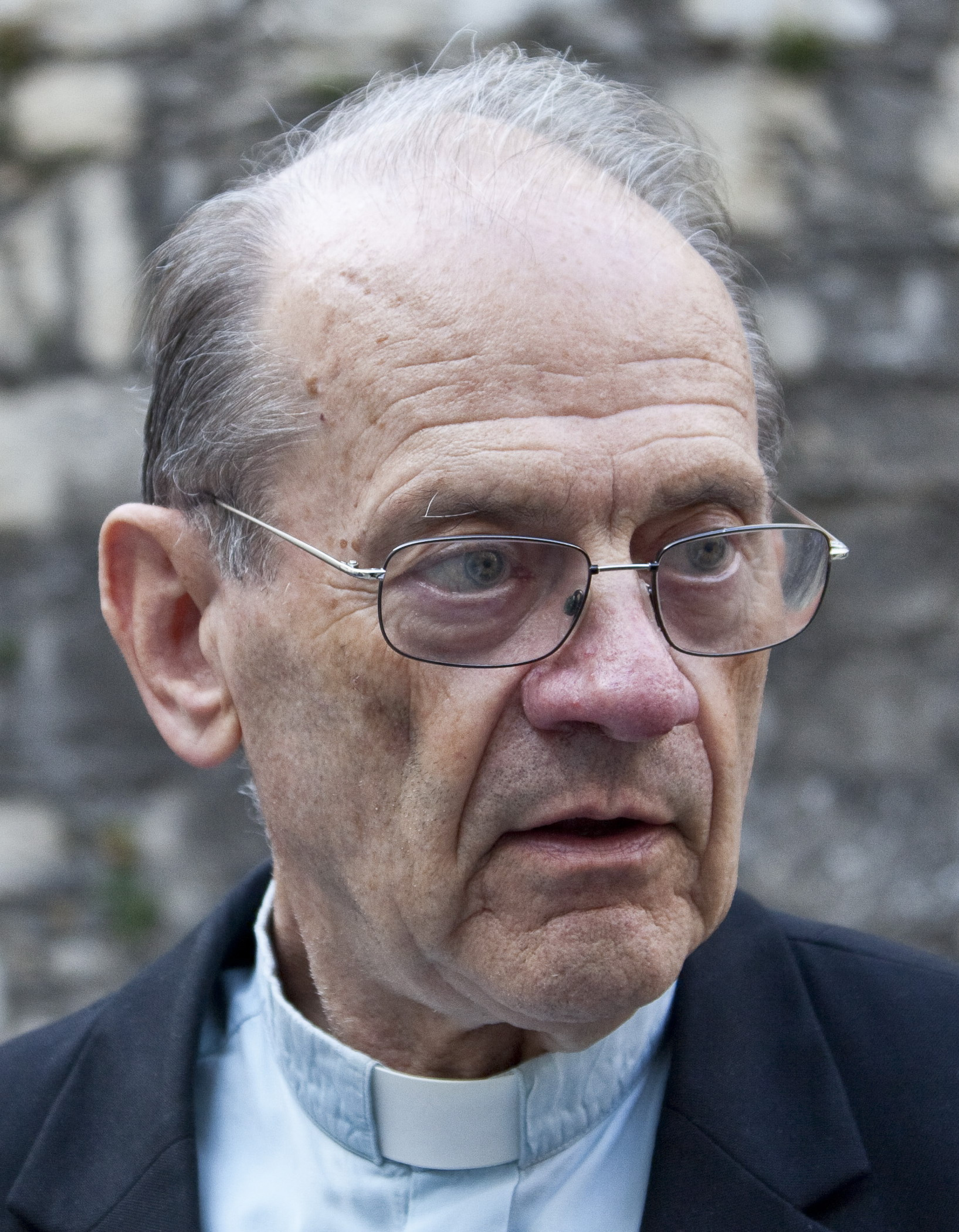
Philipp Harnoncourt, 2009

Die Eltern von Philipp Harnoncourt entstammten beide dem Adel. Der Vater Eberhard Harnoncourt (1896–1970) war aus dem luxemburgisch-lothringischen Geschlecht der Grafen de la Fontaine d’Harnoncourt-Unverzagt, die Mutter Ladislaja Johanna Franziska (1899–1997; „die wilde Laja“) als gebürtige Gräfin von Meran eine Urenkelin Erzherzog Johanns von Österreich. Sein Vater, der eigentlich Musiker werden wollte, hatte als ehemaliger Navigationsoffizier der Marine ein Technikstudium absolviert (Dipl.-Ing.), um in Berlin als Bauingenieur zu arbeiten. Aus erster Ehe brachte er zwei Kinder mit und wohnte damals in unmittelbarer Nachbarschaft von Bertolt Brecht und Helene Weigel in der Berliner Spichernstraße. Die Eltern heirateten am 29. Dezember 1928 in Graz.
Die Familie übersiedelte 1931 von Berlin nach Graz, wo sie ihren Wohnsitz im Palais Meran hatte, in dessen Räumlichkeiten sich ab 1963 die Akademie für Musik und darstellende Kunst befand (die spätere Universität für Musik und darstellende Kunst). Der Vater absolvierte in Folge ein Jus-Studium (Dr. jur.) und erhielt anschließend eine Stelle in der Steiermärkischen Landesregierung. Philipp Harnoncourts Brüder sind Renatus (Halbbruder), der Dirigent und Cellist Nikolaus Harnoncourt sowie der Mediziner Karl Harnoncourt und der Jurist Franz Harnoncourt. Seine Schwestern sind Alice (Halbschwester) und Juliana. Der Regisseur Philipp Harnoncourt ist sein Neffe. Während der Sommermonate lebte die Familie auf dem sogenannten Brandhof, einem Anwesen der Merans im Gemeindegebiet von Mariazell im Bezirk Bruck-Mürzzuschlag in der Obersteiermark, das noch Erzherzog Johann erworben hatte.
Gemeinsam mit seinem Bruder Nikolaus versuchte sich Philipp Harnoncourt während der Volksschuljahre vierhändig auf dem Klavier. Als Ministranten im Grazer Dom erwarben beide elementare Kenntnisse in der Kirchenmusik. Vor allem aber wurde regelmäßig im Kreis der Familie mit Vater, Mutter und Geschwistern musiziert. Ende 1944 übersiedelte die Familie wegen der ab 1943 immer intensiver werdenden Bedrohung durch Luftangriffe der Alliierten von Graz nach Grundlsee.

## Leben und Wirken als Priester und Wissenschafter

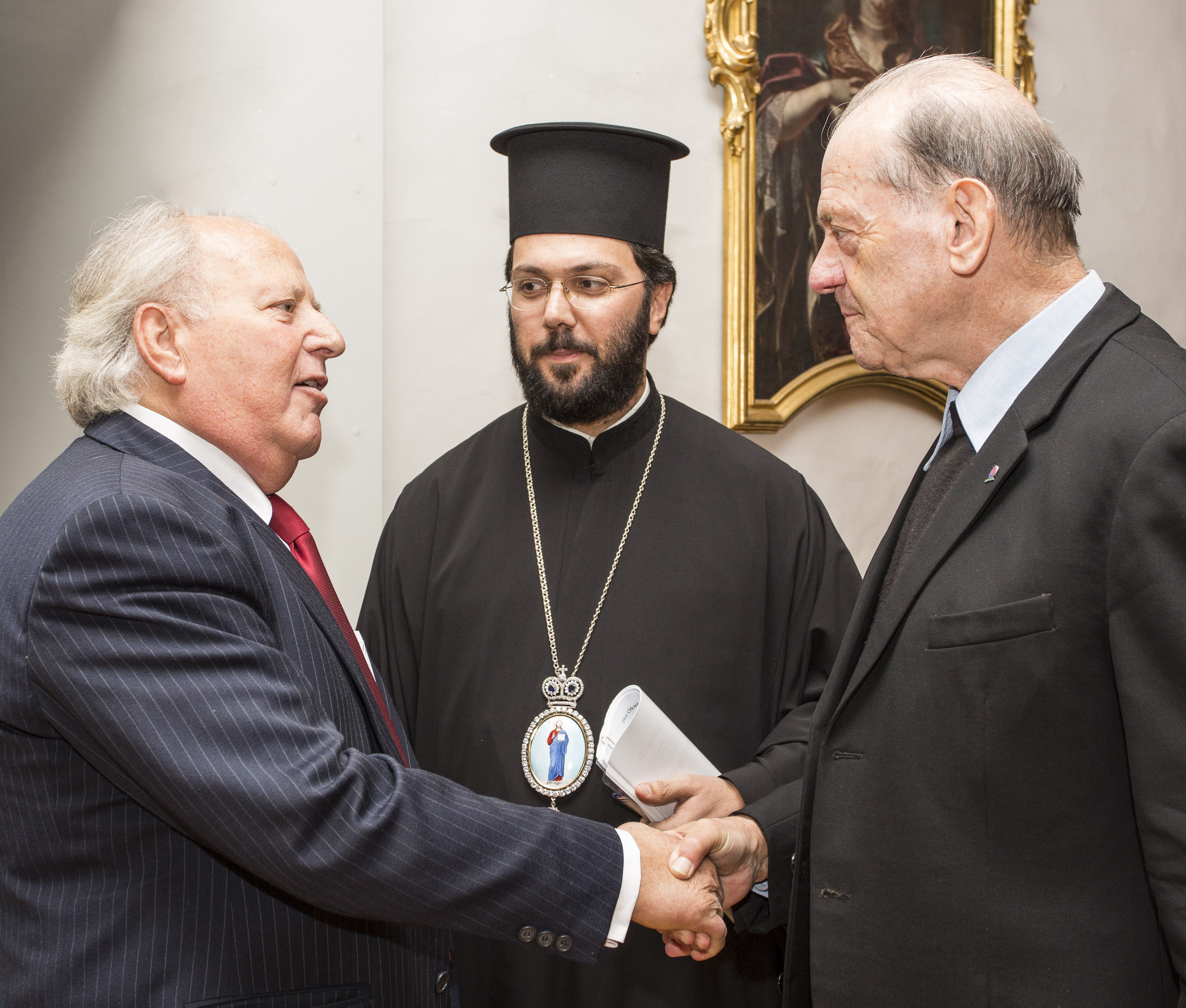
Philipp Harnoncourt (rechts) mit dem griechisch-orthodoxen Metropoliten von Austria Arsenios Kardamakis (Bild Mitte) und dem orthodoxen Theologen Grigorios Larentzakis (links), 2012

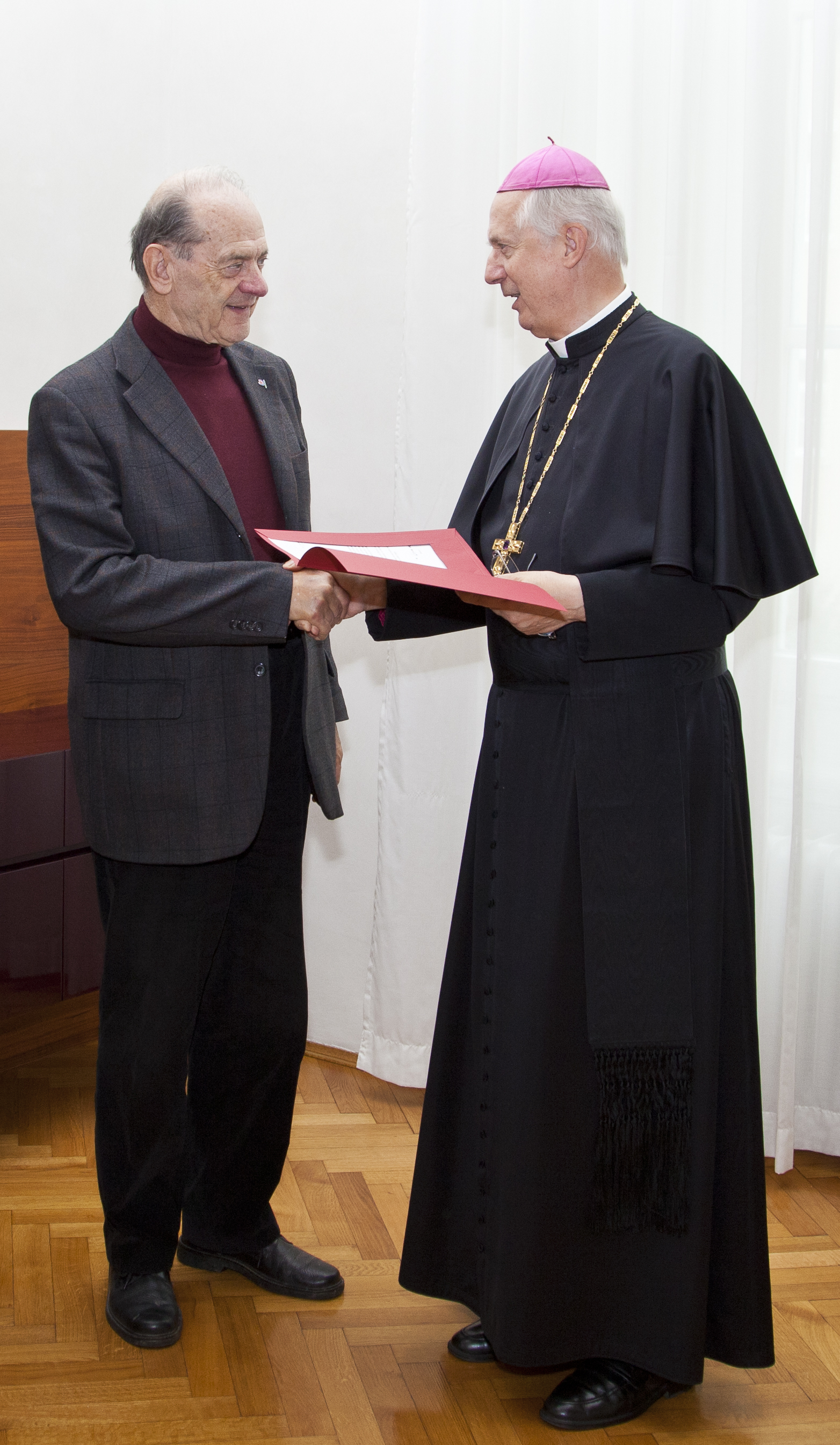
Würdigung für Philipp Harnoncourt durch den steirischen Diözesanbischof Egon Kapellari, 2011

Nach dem Ende des Zweiten Weltkrieges nach Graz zurückgekehrt, entschloss sich Philipp Harnoncourt im Alter von 17 Jahren für eine Priesterlaufbahn. Er absolvierte sein Theologiestudium an der Karl-Franzens-Universität Graz und am Georgianum in München, wo ihn nach eigenen Angaben u. a. besonders Romano Guardini in seinem „Denken und Glauben“ prägte. Er empfing am 11. Juli 1954 die Priesterweihe. An der Ludwig-Maximilians-Universität München wurde er bei Joseph Pascher promoviert. Nach Kaplansjahren in Arnfels und Hartberg wurde er 1959 Sekretär des Grazer Diözesanbischofs Josef Schoiswohl.
Harnoncourt gründete 1963 an der heutigen Kunstuniversität Graz, dem früheren Wohnsitz der Familie im Palais Meran, die Abteilung Kirchenmusik und war neun Jahre lang deren Leiter. 1971 habilitierte er sich nach weiteren Studienaufenthalten in München mit Studien zum liturgischen Heiligenkalender und zum Gesang im Gottesdienst unter besonderer Beruecksichtigung des deutschen Sprachgebiets. 1972 wurde er zum Universitätsprofessor ernannt und war von 1972 bis zu seiner Emeritierung im Jahr 1999 Vorstand des Instituts für Liturgiewissenschaft, Christliche Kunst und Hymnologie (heute: Institut für Systematische Theologie und Liturgiewissenschaft) und von 1975 bis 1976 Dekan der Theologischen Fakultät der Universität Graz.
Harnoncourt galt national wie auch international als einer der prägendsten und bedeutendsten Liturgiewissenschafter nach dem Zweiten Vatikanischen Konzil. Besonders engagierte er sich für die praktische Umsetzung der Liturgiereform des Zweiten Vaticanums, die theologische Reflexion des Gottesdienstes der Kirche und die Ökumene der christlichen Kirchen. Anfang der 1970er Jahre wirkte er maßgeblich am Gotteslob mit, dem ersten gemeinsamen Gebet- und Gesangbuch für alle deutschsprachigen römisch-katholischen Bistümer. Die Lehr- und Forschungsschwerpunkte des katholischen Theologen – Kalenderfragen und Hymnologie – waren ein wichtiger Beitrag der nachkonziliaren Liturgiereform. Das wissenschaftliche und populäre Schrifttum Harnoncourts ist in rund 550 Publikationen dokumentiert.
In der ökumenischen Annäherung zwischen katholischer und orthodoxer Kirche zählte Harnoncourt zu den theologischen Vordenkern. Seit 1986 war er Mitglied des Vorstands der ökumenischen Stiftung Pro Oriente, die 1964 von Franz Kardinal König ins Leben gerufen wurde, des Ökumenischen Rates der Kirchen in Österreich und der Ökumenischen Kommission der Österreichischen Bischofskonferenz. Bis zu seinem Tod arbeitete er in der Grazer Sektion von Pro Oriente mit und war deren Ehrenvorsitzender.
1997 wurde er in Hermannstadt, rumänisch Sibiu, zum Ehrendoktor in orthodoxer Theologie ernannt. Er steht auch hinter der Unterzeichnung der Partnerschaft zwischen den theologischen Fakultäten in Graz und Hermannstadt in demselben Jahr, die erste dieser Art zwischen einer katholischen und orthodoxen Fakultät weltweit. Im orthodoxen rumänischen Kloster Sâmbăta de Sus (Siebenbürgen) hat Philipp Harnoncourt einige Jahre später, Ende 2009, auch sein selbst auferlegtes eucharistisches Fasten durchgeführt. Er wollte „dort selbst erleben, was christliche Kirchen einander antun, wenn sie Mit-Christen aus Schwester-Kirchen vom Empfang der Eucharistie ausschließen.“
Als österreichweit einmalig gilt das von Harnoncourt entwickelte „steirische Modell“ der Evaluierung von Kirchenneu- und Umbauten.
Zum Anlass seines 80. Geburtstages stiftete Philipp Harnoncourt den Kunstpreis 1+1+1=1 im Zeichen der Trinität, der die christliche Gottesvorstellung in Bildender Kunst, Literatur und Musik im Zentrum hatte.
Während seines letzten Lebensjahrzehntes widmete sich Harnoncourt besonders einem unerwarteten Projekt: 2011 wurden auf seine und auf die Initiative seiner Geschwister nach dem Motto Dieses Projekt hat keinen Nutzen, es hat Sinn. ein Förderverein und eine Aktion zur Rettung und Wiederherstellung der Heiligen-Geist-Kapelle in Bruck an der Mur ins Leben gerufen, um das bereits 1794 profanierte Sakralgebäude als einzigartiges Denkmal einer neuen Nutzung zuzuführen.

„Einen solchen Bau gibt es nirgends in Europa, vielleicht sogar in der ganzen Welt nicht. ... Im Mittelalter galten Pest, Hunger und Krieg als tödliche Trinität des Bösen, die nur durch die Anrufung der Trinität Gottes zu überwinden waren. In Notzeiten wurden Gelöbnisse abgelegt. Die Bürger von Bruck haben diese Kapelle nach dem Ende solcher Plagen als Dank- und Mahnmal für die Bevölkerung gebaut. Heute sind die tödlichen Plagen für die ganze Erde die mutwillige Zerstörung von Boden, Wasser und Luft – Gaben, die der Schöpfer den Menschen zur Bewahrung anvertraut hat. Dieser Bau soll künftig ein starkes Mahnmal sein, das an die Verpflichtung zum Schutz der Umwelt erinnert.“

Für sein außerordentliches Engagement um das spätgotische Baujuwel wurde Philipp Harnoncourt mit dem Eisernen Brunnen in Gold mit Brillant der Stadt Bruck an der Mur ausgezeichnet.
Am 7. Juni 2020, dem Dreifaltigkeitssonntag, wurde, wie Harnoncourt es sich gewünscht hatte, die Fertigstellung der Restaurierung der Heiligen-Geist-Kapelle in Bruck an der Mur mit einem Festakt begangen – nur wenige Tage nach seinem Tod und einen Tag nach seinem Begräbnis in Grundlsee. Die Feier wurde über Livestream auf der Website der Stadt Bruck an der Mur übertragen.

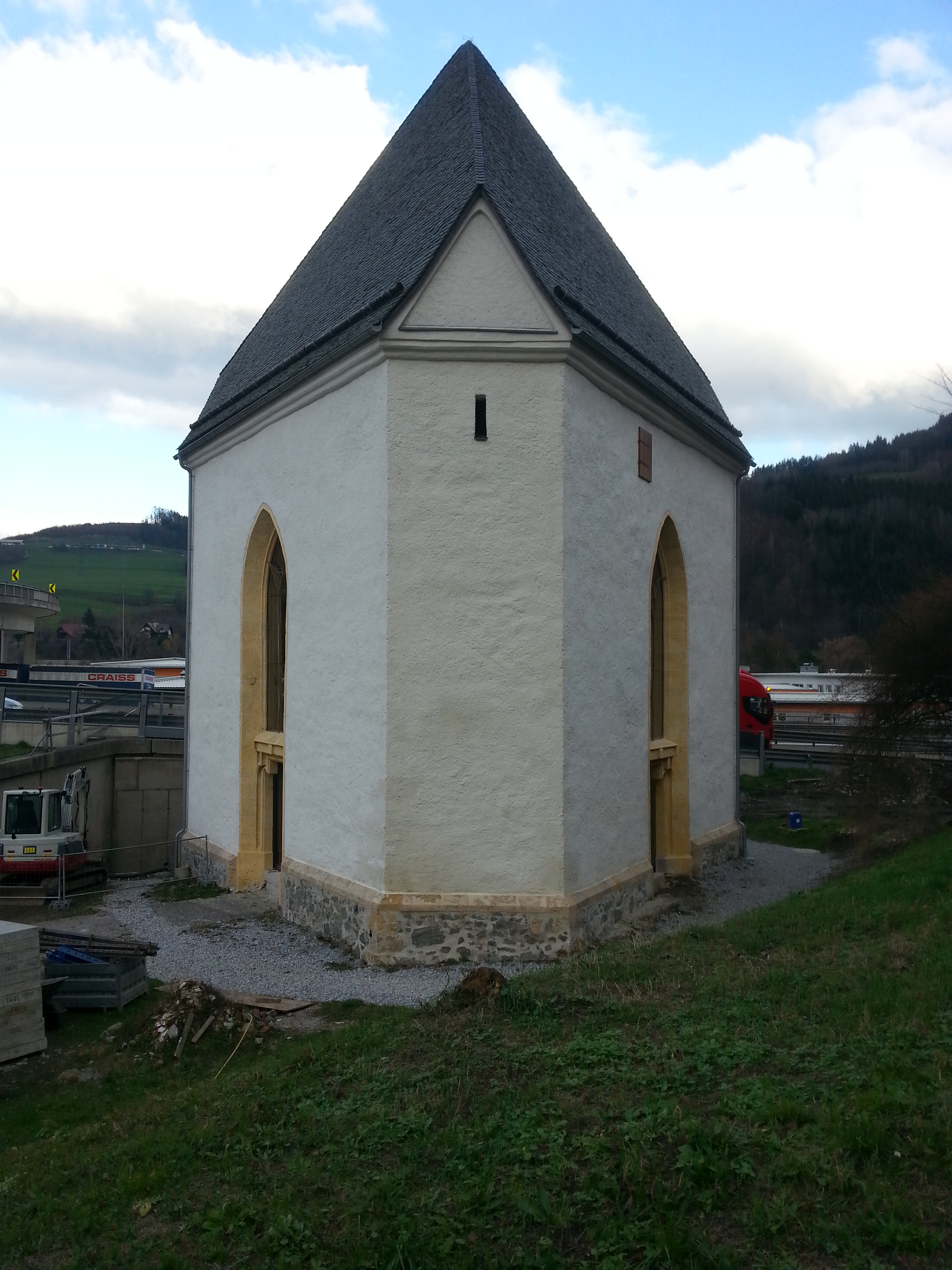
Heiligen-Geist-Kapelle, Bruck an der Mur, 2018
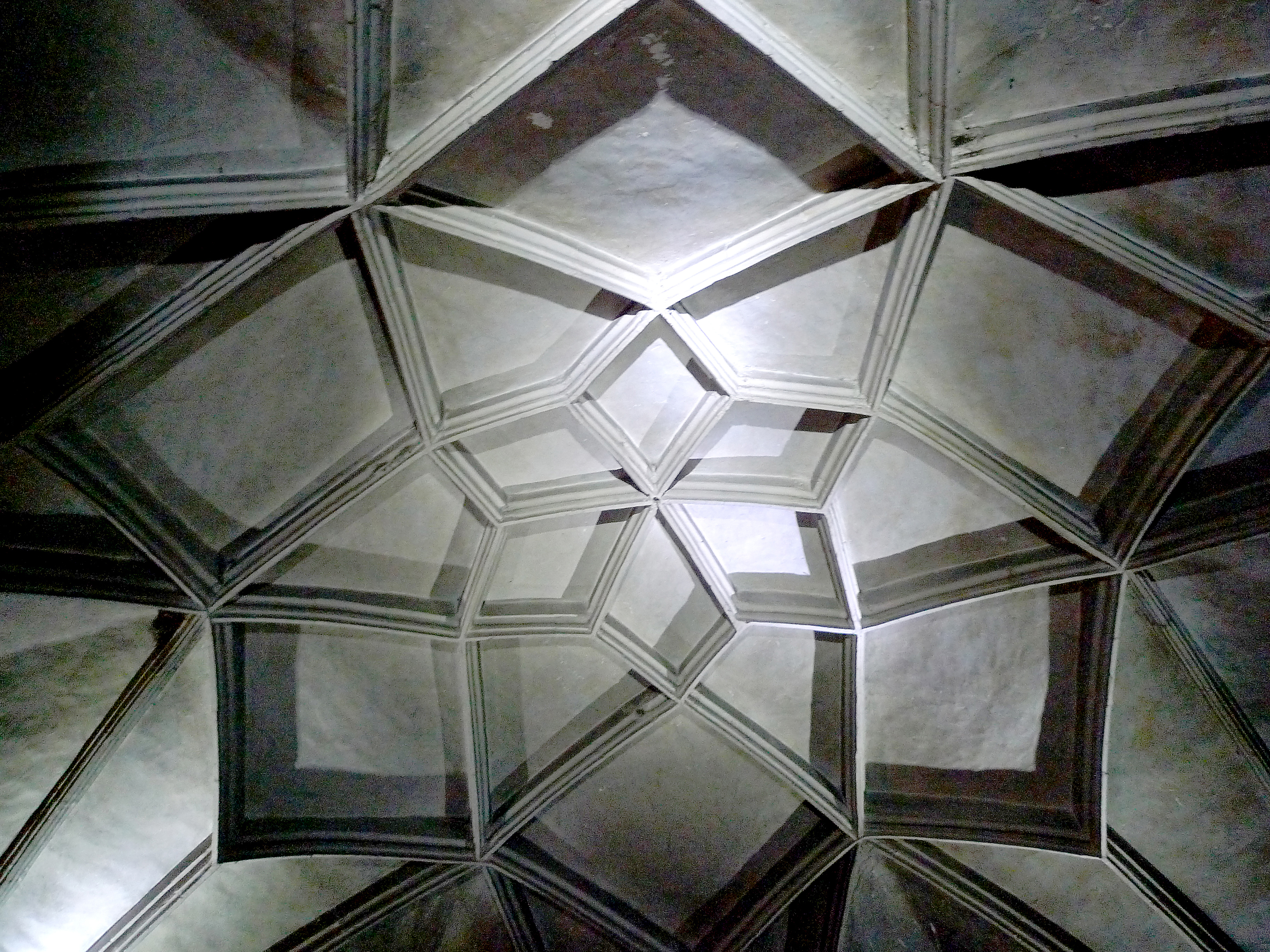
Sternrippengewölbe im Inneren der Kapelle
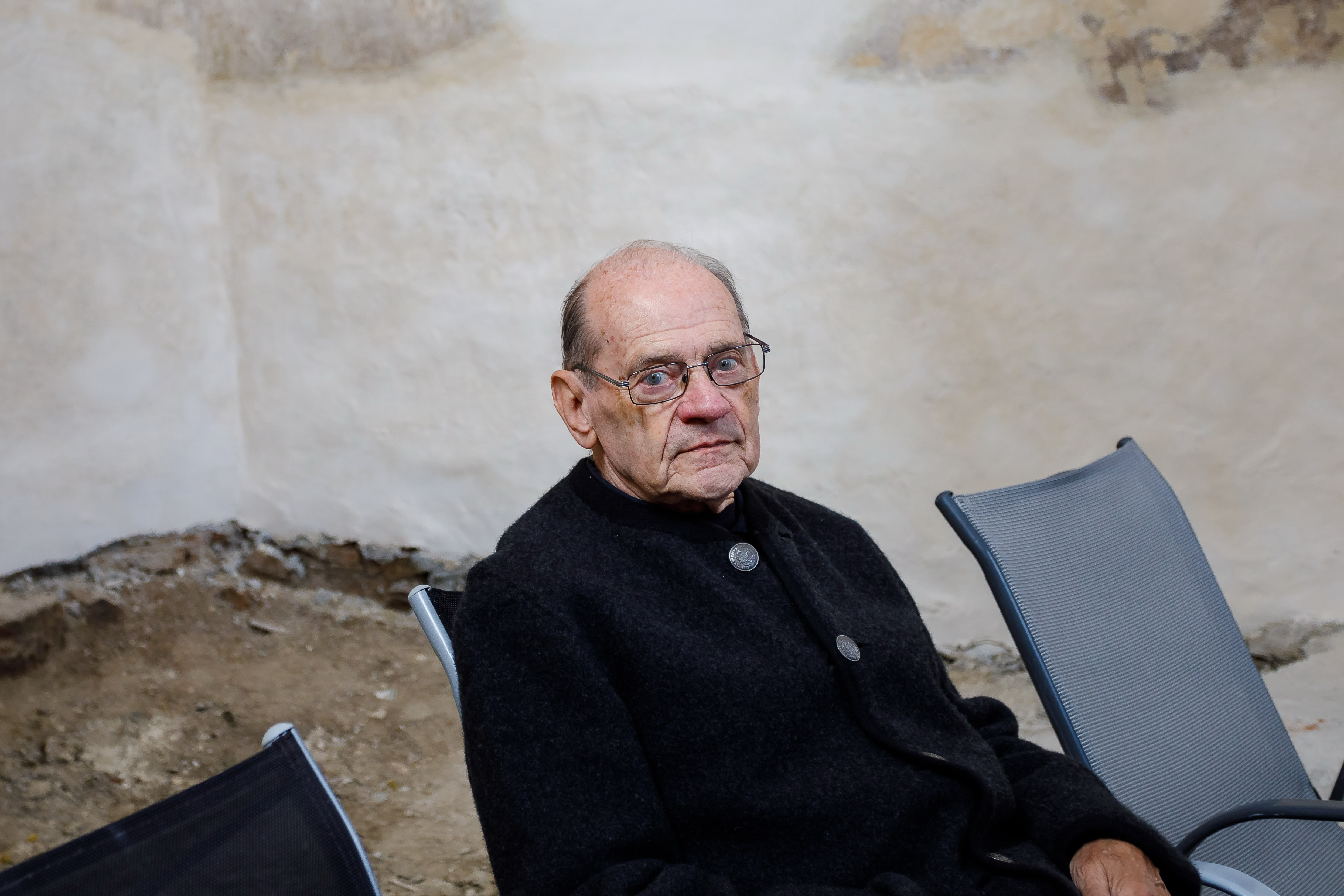
Philipp Harnoncourt in der Heiligen-Geist-Kapelle, 2017
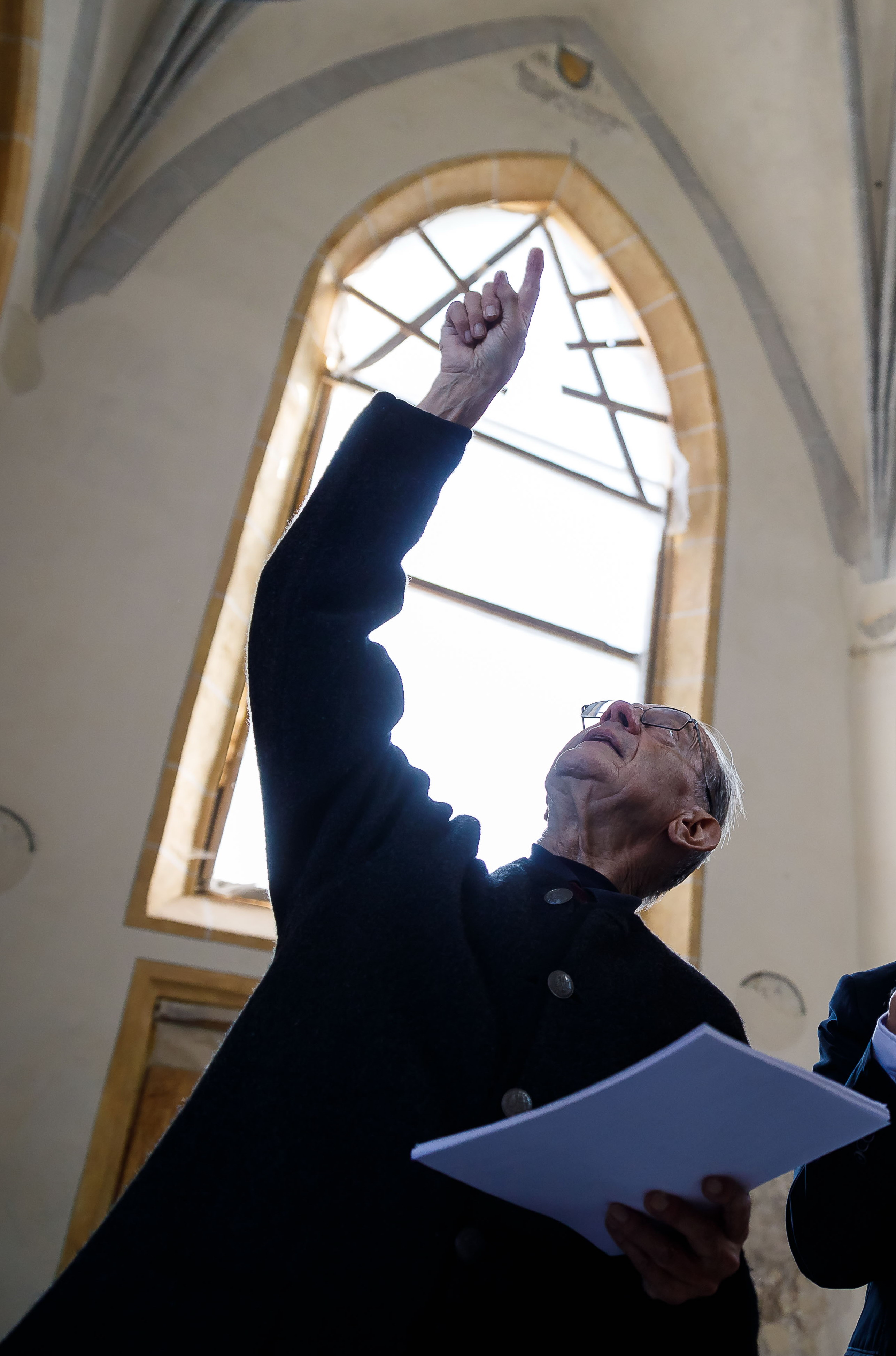
Harnoncourt führt durch die Kapelle
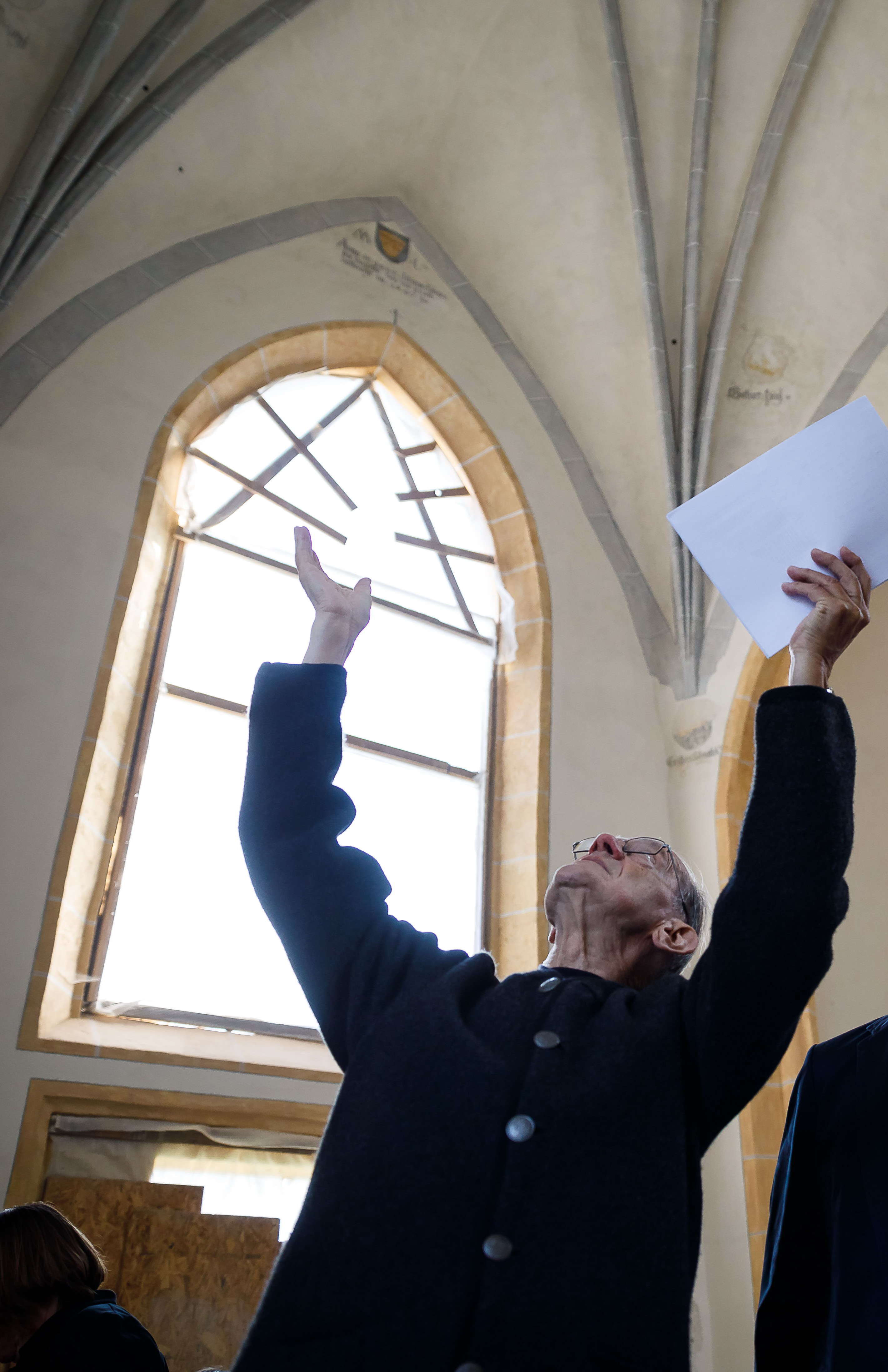
Dieses Projekt hat keinen Nutzen, es hat Sinn.

Von 1959 bis 1985 war Philipp Harnoncourt Kurat der Pfadfindergruppe Graz 11.
Harnoncourt starb am 25. Mai 2020 in Grundlsee im Kreise seiner Familie.
Der Begräbnisgottesdienst für ihn wurde im Garten des Hauses Meran der Familie Harnoncourt in Grundlsee in privatem, familiärem Rahmen mit geladenen Gästen gefeiert. Der Gottesdienst wurde von einem Verwandten des Verstorbenen, dem Pfarrer der Grazer Herz-Jesu-Kirche, Matthias Keil geleitet. An den Feierlichkeiten nahmen unter anderem der Salzburger Erzbischof Franz Lackner OFM, der Diözesanbischof der Diözese Graz-Seckau Wilhelm Krautwaschl, der steirische Bischofsvikar Heinrich Schnuderl, der Grazer Stadtpfarrpropst Christian Leibnitz sowie der frühere steirische Generalvikar Prälat Leopold Städtler, selbst bereits 95 Jahre alt, teil. Das Leitwort dazu kam aus einem Brief einer Professorin aus Rumänien, einst Schülerin Philipp Harnoncourts: „Ich kann nicht trauern, weil ich so dankbar bin.“
Philipp Harnoncourt wurde anschließend am Friedhof Grundlsee im Grab von Albrecht Graf von Meran, seinem Großonkel, der von seiner Priesterweihe 1902 bis zu seinem Tod 1928 als Kurat in Grundlsee gewirkt hatte, bestattet.

„Als meinem Lehrer für Liturgie verdanke ich ihm viel: In Einfachheit hat er – gepackt von der Schönheit des Gottesdienstes – mir und vielen Freude am gemeinsamen Feiern geweckt. Darüber hinaus hat er uns auch eingeführt in ein oft vergessenes Gebiet geistlichen Lebens, die 'Kunst des guten Sterbens'. Ich danke ihm für sein Lebens- und Glaubenszeugnis!“

## Ehrungen und Auszeichnungen

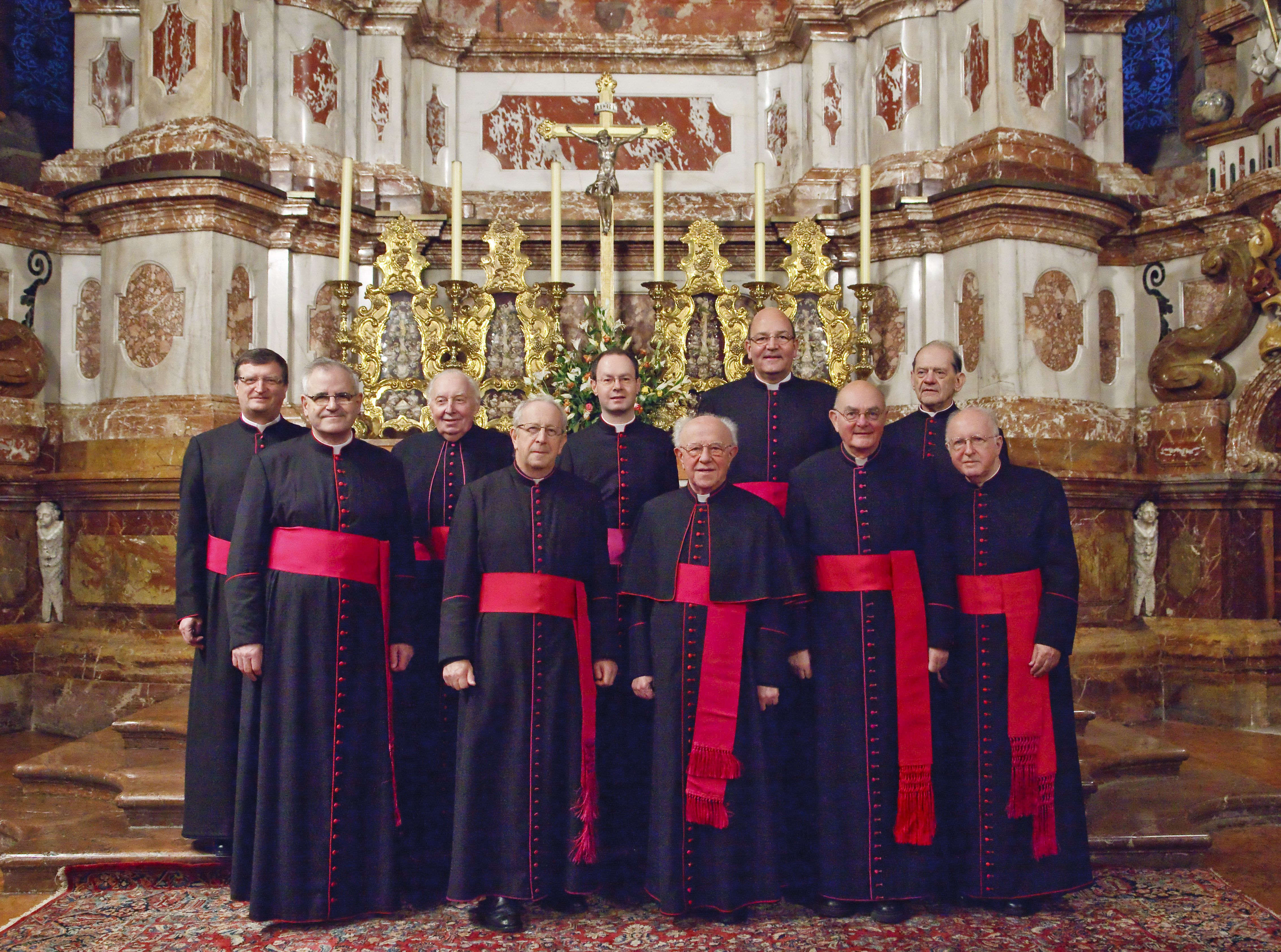
Das Grazer Domkapitel im Jahr 2010 mit Philipp Harnoncourt (2. Reihe, 1. von rechts)

- 1948 Ernennung zum Ehrenpfadfinder der Pfadfindergruppe Graz 11
- 1949 Träger des RIK der Pfadfindergruppe Graz 11
- 1965 Träger des Silbernen Kauz der Pfadfindergruppe Graz 11
- 1972 Kardinal-Innitzer-Förderungspreis für Theologie
- 1978 Träger des Goldenen Raben der Pfadfindergruppe Graz 11
- 1997 Ehrendoktorat in orthodoxer Theologie der Lucian-Blaga-Universität in Sibiu/Hermannstadt (Rumänien)
- 1997 Domkapitular im Domkapitel der Kathedral- und Domkirche zum heiligen Ägydius in Graz[25]
- Päpstlicher Ehrenprälat
- Ehrenkreuz für Wissenschaft und Kunst I. Klasse der Republik Österreich
- Großes Goldenes Ehrenzeichen mit dem Stern des Landes Steiermark
- Eiserner Brunnen in Gold mit Brillant der Stadt Bruck an der Mur[19][25]

## Kompositionen
- Gotteslob Nr. 38.1: Kehrvers Der Herr ist mein Licht und mein Heil zu Psalm 27.

## Schriften (Auswahl)
- Die Kirchenmusik und das II. Vatikanische Konzil, Styria 1965
- Katechese und Liturgie, Styria 1965, ISBN 978-3-16-155393-6
- Gesamtkirchliche und teilkirchliche Liturgie, Herder Verlag 1974, ISBN 978-3-451-16742-3
- mit Walter Brunner, Erich Renhart: Steirische Kalvarienberge, Andreas Schnider Verlags-Atelier 1990, ISBN 978-3-900993-02-3
- mit Angelus Häußling OSB, Klemens Richter, Philipp Schäfer, Richard Schaeffler, Clemens Thoma: Vom Sinn der Liturgie, Patmos 1991, ISBN 978-3-491-77387-5
- Funktion und Zeichen. Kirchenbau in der Steiermark seit dem II. Vatikanum, Andreas Schnider Verlags-Atelier 1992, ISBN 978-3-900993-14-6
- Liturgie der Kirche, ein gesamtkirchliches und ein ortskirchliches Geschehen, Graz 1993
- mit Maximilian Liebmann: Theologien im Dialog: gemeinsame Verantwortung – gemeinsame Aufgaben im südosteuropäischen Raum. Begegnung Jüdischer, Christlicher und Islamischer Theologischer Fakultäten und Hochschulen aus dem Südosteuropäischen Raum, Inst. für Ökumenische Theologie und Patrologie Graz 1994, ISBN 978-3-900797-17-1
- Heilige als Brückenbauer: Heiligenverehrung im ökumenischen Dialog, EOS Verlag 1997, ISBN 978-3-88096-778-6
- Kostbar ist der Tag, Verlag Manumedia-Schnider 2000, ISBN 978-3-902020-08-6
- Gott feiern in versöhnter Verschiedenheit: Aufsätze zur Liturgie, zur Spiritualität und zur Ökumene, Herder 2005, ISBN 978-3-451-28924-8
- mit Birgit Pölzl, Johannes Rauchenberger: 1+1+1=1 Trinität, Edition Korrespondenzen 2011, ISBN 978-3-902113-88-7

## Literatur

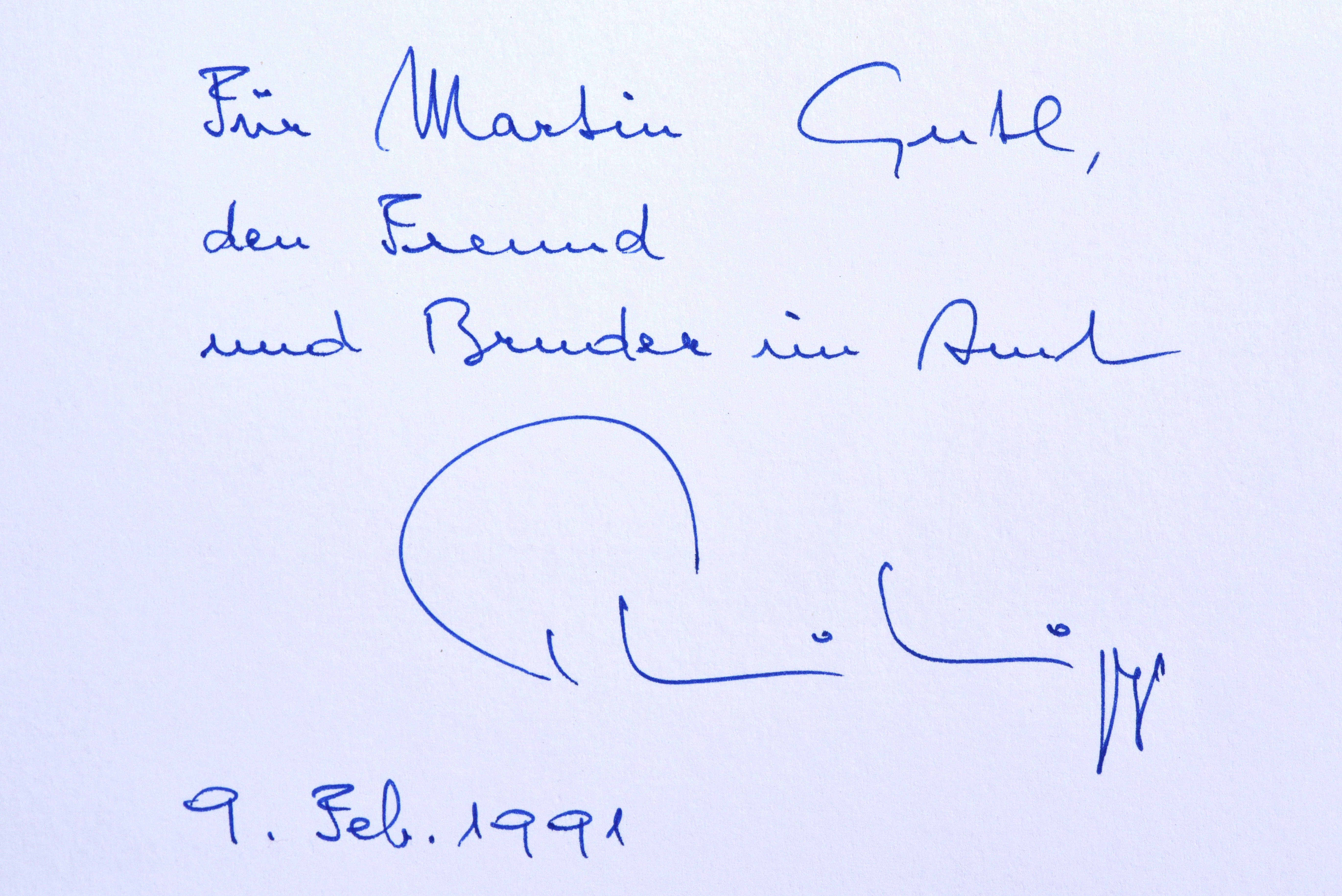
Persönliche Widmung der Festschrift Sursum Corda zu Philipp Harnoncourts 60. Geburtstag (siehe in den Literaturangaben) für Martin Gutl, 9. Februar 1991